# 巻線
巻線（まきせん）は、コイル状のものに使用する針金、特に絶縁電線のことである。

## 電動機や発電機の巻線
全節巻
巻溝のピッチが磁極ピッチと等しいもの。直流電動機で用いられる。
分布巻
各相の巻線をいくつかのスロットに分散して巻いたもの。
集中巻
各相の巻線を1つのスロットに巻いたもの。
短節巻
巻溝のピッチが磁極ピッチより小さいもの。全節巻より誘導起電力が小さくなるが正弦波に近づくため、交流電動機で用いられる。
各スロットの巻線の誘導起電力の算術和より合成誘導起電力が小さくなる割合を短節巻定数という。
E = Kp (E0+E1・・・)
E : 合成誘導起電力　Kp : 短節巻定数　E0, E1・・・: 各スロットの誘導起電力
整流子電動機の電機子巻線
重ね巻（並列巻）- 極数に等しいブラシ数と並列回路数をもつもの。低電圧大電流機に用いられる。
波巻（直列巻）- 極数に関係なくブラシ数と並列回路数を2としたもの。高電圧機に用いられる。

## 変圧器の巻線

変圧の基本原理

入力側に一次巻線、出力側に二次巻線があり、一次巻数と二次巻数の比を巻数比という。理想的な変圧器の場合、巻数比と変圧比は等しい。

## 巻線抵抗
主に大電力、低抵抗の抵抗器を得るために使用される巻線。前節までで述べている電磁誘導やインダクタンスを目的とするコイル類とは異なり、線材にタングステン等の比較的抵抗値の高い材料を使用する。
コイル状の形状がインダクタそのものであることからインダクタンスが高いため周波数特性が悪く、もっぱら直流か、低周波かつインダクタンスを気にしない用途にのみ使用される。
無誘導巻
巻線抵抗の周波数特性を改善するための巻線の巻き方。巻線の半分を逆方向に巻く事により、インダクタンスを打ち消す。